# Toremar
Toremar est une compagnie maritime de la Toscane. Elle assure des lignes entre l'Italie continentale et les petites îles italiennes (Giglio, Elbe, ...)
Toremar comprend 8 navires : l'Oglasa (1980), le Marmorica (1980), l’Aethalia (1991), le Giovanni Bellini (1985), le Liburna (1989), le Rio Marina Bella (2004), le Giuseppe Rum (2005) et le Schiopparello Jet (1999)

## Lignes
Voici quelques lignes de la compagnie :
- Livourne ↔ Capraia sur laquelle est employé le Liburna
- Piombino ↔ Portoferraio, Rio Marina, Cavo, île de Pianosa sur lesquelles sont employés les Marmorica, Oglasa, Stelio Montomoli, GIovanni Bellini et le Rio Marina Bella
- Porto Santo Stefano ↔ île de Giglio sur laquelle est utilisé le Giuseppe Rum
- Portoferraio ↔ Cavo sur laquelle le Schioparello Jet navigue en saison
- Rio Marina ↔ île de Pianosa sur laquelle navigue, en saison, le Giovanni Bellini